# Prupet
Prupet est une organisation non gouvernementale (ONG) internationale établie en France et au Cambodge. 
Elle a été créée en 2008 à l'initiative de deux jeunes médecins Français expatriés au Cambodge et à la demande de la direction de l'hôpital Preah Kossamak.
En France, elle a le statut d'association Loi 1901.
Elle regroupe aujourd'hui de nombreux professionnels français et khmers : médecins, paramédicaux, administratifs, techniciens.
Son objectif est d'appuyer l'hôpital Preah Kossamak, 3e établissement généraliste du Cambodge, dans son développement médical, administratif et technique.
PRUPET s'appuie sur ses volontaires expatriés et ses bénévoles locaux pour mener à bien et coordonner de nombreux projets d'aide au développement de l'hôpital.
Les volontaires de PRUPET sont mis à disposition de l'unité des relations internationales de l'hôpital, véritable pivot du développement de l'institution.
PRUPET travaille en étroite collaboration avec les autorités Cambodgiennes, la direction de l'hôpital ainsi que les nombreux organismes partenaires de l'établissement. Elle fournit à ces derniers une véritable plateforme de service et de moyens humains leur permettant de mener à bien les projets qui leur ont été confiés par la direction de l'hôpital et les autorités du pays.

## Hôpital Preah Kossamak
Créé en 1956 et alors connu sous le nom de l’« hôpital des Bonzes » géré alors par le médecin chef Khuon KimSeng frère de Khuon Nay (ancien président de l'assemblée nationale, marié à la princesse Sissowath Soveth) 3e établissement hospitalier public et d’enseignement du Cambodge.
Très réputé pour son activité de chirurgie, l’établissement accueille désormais de nombreux services de médecine et médicotechniques.
Il est également connu pour être « l’hôpital des pauvres. »

## Situation actuelle (bilan de la fin de l'année 2010)
1. Formation médicale (pneumologie, gynécologie, bibliographie)
2. Formation infirmière (traumatologie, pneumologie)
3. Hygiène
4. Micro assurance santé
5. Début du projet d'atelier médical

... et de nombreuses collaborations fructueuses avec les partenaires de Prupet<

## Structure de l'association
PRUPET dispose d'un bureau exécutif et d'un conseil d'administration. L'association est ensuite divisée en deux bureaux: celui de Phnom Penh et celui de Lyon (France).